# Operophtera brunata
Operophtera brunata är en fjärilsart som beskrevs av Carl von Linné sensu Paux 1901. Operophtera brunata ingår i släktet Operophtera och familjen mätare. Inga underarter finns listade i Catalogue of Life.